# Daniel Carlsson
Daniel Carlsson (ur. 29 czerwca 1976 w Säffle) – szwedzki kierowca rajdowy.
W 1998 Carlsson zdobył drugie miejsce w rajdowych mistrzostwach Szwecji juniorów. W 1999 zdobył pierwsze miejsce w grupie H w rajdowych mistrzostwach Szwecji. W tym samym roku ponownie zdobył drugie miejsce w rajdowych mistrzostwach Szwecji juniorów.
W 2000 zajął dwudzieste drugie miejsce w Rajdzie Szwecji, przeprowadzanym w ramach Rajdowych Mistrzostw Świata. W następnym roku ukończył rajd na siódmym miejscu.
W swoim pierwszym występie w Monte Carlo w 2002 zajął czwarte miejsce. W tym samym roku zajął pierwsze miejsce w Rajdzie Szwecji w Grupie N.
W 2006 zdobył trzecie miejsce w Rajdzie Szwecji WRC.